# Immacolata Concezione al Capo

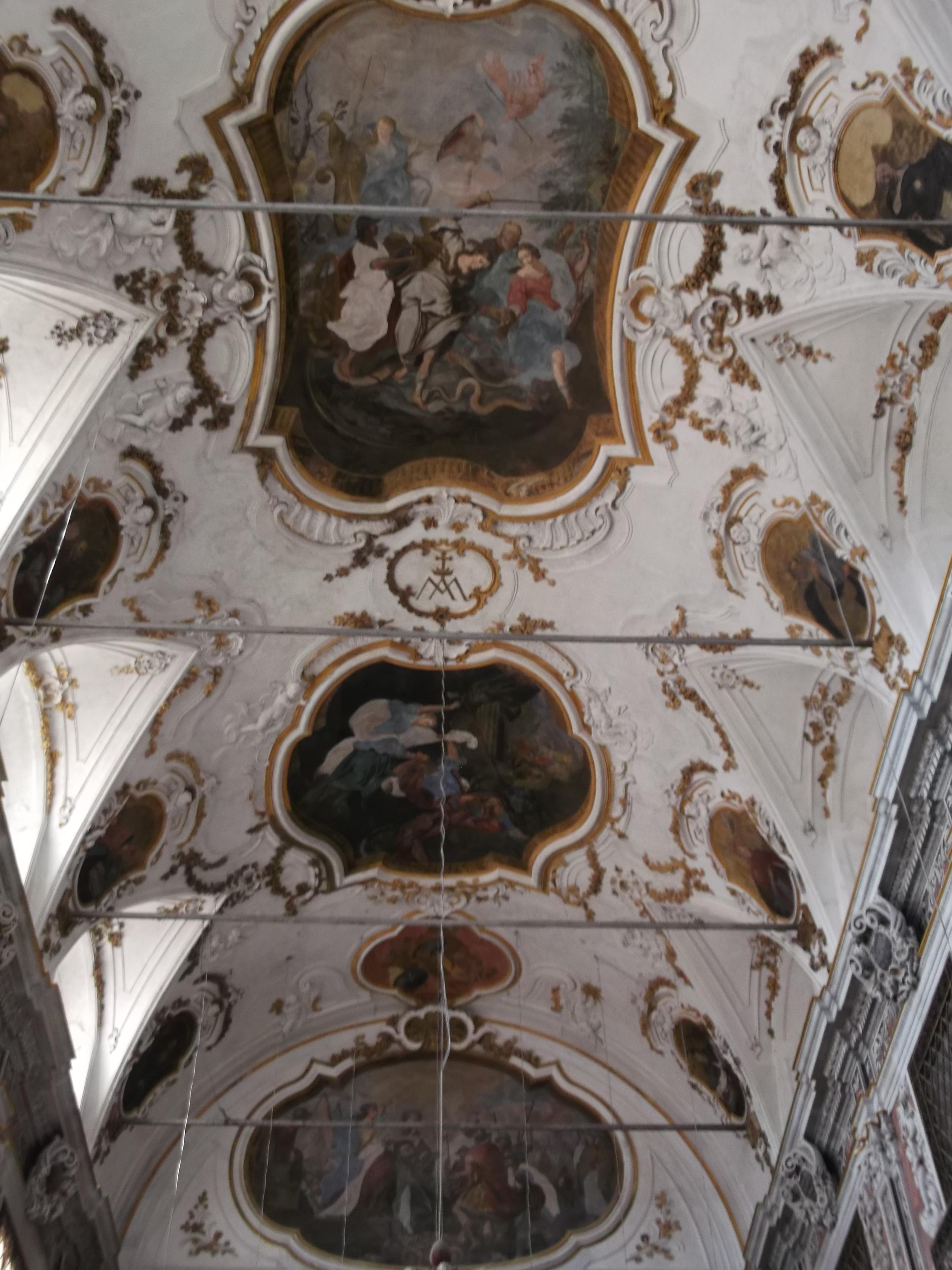
Immacolata Concezione al Capo

Die Chiesa Immacolata Concezione al Capo ist ein Kirchengebäude des Frühbarock an der Via Porta Carini al Capo in Palermo.
1569 wurde von der Adligen Laura Barbera Ventimiglia am traditionellen Markt „Capo“ in Palermo ein Benediktinerkloster mit einigen Latifundien gestiftet. Die Errichtung der Kirche „Immacolata Concezione“ (Unbefleckte Empfängnis) nach einem Entwurf von Antonio Muttone folgte 1604 unter der Leitung des „königlichen Architekten und Militäringenieurs“ Orazio lo Nobile (gestorben 1610). Der Bau wurde erst 1738 vollendet. 1825 kamen die Klostergebäude an den Senat von Palermo, 1864 wurden sie in ein Krankenhaus umgewandelt und schließlich 1932 abgerissen, um Platz für den Justizpalast zu schaffen, so dass heute die Kirche etwas isoliert dasteht. Die Stifterin Laura Barbera Ventimiglia fand in der Kirche ihre letzte Ruhe.
Die Fassade ist durch Pilaster, Gebälk und ein mächtiges Portal mit waagerechter Verdachung strukturiert und folgt stilistisch dem gegenreformatorischen römischen Frühbarock, beispielsweise eines Giacomo della Porta (um 1533–1602).
Das schlichte Äußere lässt keinen Rückschluss auf das aufwändig dekorierte Innere zu. Der 30,20 × 10,30 m große einschiffige Raum ist von acht Kapellen flankiert, die Vorhalle mit dem kunstvollen Eisengitter wurde 1584 von Paolo Amato konzipiert.
Die Wände des im Stil der Spätrenaissance errichteten Kirchenschiffs wurden ab 1721 von Giacomo Amato und Gaetano Lazzara (aktiv 1700–1731) reich mit farbigem Marmor, aufwändigen Stuckarbeiten, üppig verzierten, gedrehten Säulen und 16 lebensgroßen Pfeilerfiguren dekoriert (links Statuen von Heiligen Benediktiner: Anselmo, Uberto, Lolario und Agatone; vor dem Hauptaltar: St. Scholastika, St. Benedikt, St. Maurus, St. Gertrude, auf der rechten Seite San Idelfano, Santa Barbara, San Pietro Damiano, St. Hugo.)
Der Chorraum wird von einer achteckigen Kuppel gekrönt, die gewölbte Decke ist mit Fresken "Der Triumph der religiösen Orden" von Olivio Sozzi (um 1740) dekoriert, die mit vergoldetem Stuck eingerahmt sind.
Die linke „Cappella della Madonna Libera Infermi“ wurde um 1635 mit skulpturalem Schmuck des Bildhauers Vincenzo Guercio (dem Vater von Gaspare Guercio) versehen. Die rechte „Cappella di Santa Rosalia i di San Benedetto“ zeigt ein großes Gemälde „Der Heilige Benedikt zerstört Götzenbilder“ (1775) von Giuseppe Velasco.